# Neoplynes
Neoplynes este un gen de insecte lepidoptere din familia Arctiidae.

Cladograma conform Catalogue of Life:
| Neoplynes | \| \| Neoplynes cytheraea \| \| \| \| \| \| Neoplynes eurdora \| \| \| \| |
|           | \| \| Neoplynes cytheraea \| \| \| \| \| \| Neoplynes eurdora \| \| \| \| |
|           | Neoplynes cytheraea                                                       |
|           |                                                                           |
|           | Neoplynes eurdora                                                         |
|           |                                                                           |